# Llengües uraloaltaiques
Les llengües uraloaltaiques constitueixen una proposta obsoleta de grup filogenètic de llengües que agruparia als grups de llengües uralianes i llengües altaiques. Avui dia aquesta agrupació és debatuda pels lingüistes, a causa de la falta de proves rellevants en favor d'aquesta divisió (que originalment es va basar entre altres en factors racials i històrics, no relacionats directament amb llengua).

## Història
Al segle xix era comú en l'antropologia lingüística usar criteris racials o culturals per proposar esquemes preliminars de la classificació de llengües del món. Així la idea de confluir en un sol grup a idiomes uralians i altaics es refereix bàsicament a l'origen ètnic dels grups humans que les parlen, que en la seva gran majoria pertanyen a grups humans euroasiàtics i mongoloides, com els magiars (hongaresos), finesos (finlandesos), turcs, mongols, turcmans, etc.
A més dels arguments racials, també s'argumentà l'existència de trets tipològics comuns en les llengües altaiques i uralianes com:
- Els dos grups de llengües tendeixen a ser altament aglutinants i amb cas morfològic de tipus aglutinant.
- Els dos grups de llengües solen ser de nucli final: col·loquen el modificador abans que el modificat, usen postposicions en lloc de preposicions i col·loquen el verb al final de la frase (SOV).
- Un bon nombre d'aquestes llengües posseeix harmonia vocàlica.
- Absència de gènere gramatical, a diferència de llengües geogràficament properes com les indoeuropees i les afrosiàtiques.

Actualment s'interpreta que els trets anteriors podrien haver-se expandit entre diferents famílies per sprachbund o podrien deure's a simples universals lingüístics, per tant les coincidències superficials assenyalades no permet afirmar que va haver d'existir una protollengua, antecessora comuna a les actuals llengües altaiques i uralianes. És més, la mateixa proposta que les llengües altaiques formen una família està en dubte, deguda al fet que l'evidència que permeti reconstruir un protoaltaic és escassa.

## Enllaços external
- Något om rastänkandet i Sverige Arxivat 2011-06-15 a Wayback Machine. per Niclas Wahlgren
- "The 'Ugric-Turkic battle': a critical review" per Angela Marcantonio, Pirjo Nummenaho, i Michela Salvagni (2001)
- Review of Marcantonio (2002) per Johanna Laasko